# Zweispaltiger Hohlzahn
Der Zweispaltige Hohlzahn (Galeopsis bifida), auch Kleinblütiger Hohlzahn oder Ausgerandeter Hohlzahn genannt, ist eine Pflanzenart aus der Gattung Hohlzahn (Galeopsis) innerhalb der Familie der Lippenblütengewächse (Lamiaceae). Sie ist in Eurasien weitverbreitet.

## Beschreibung

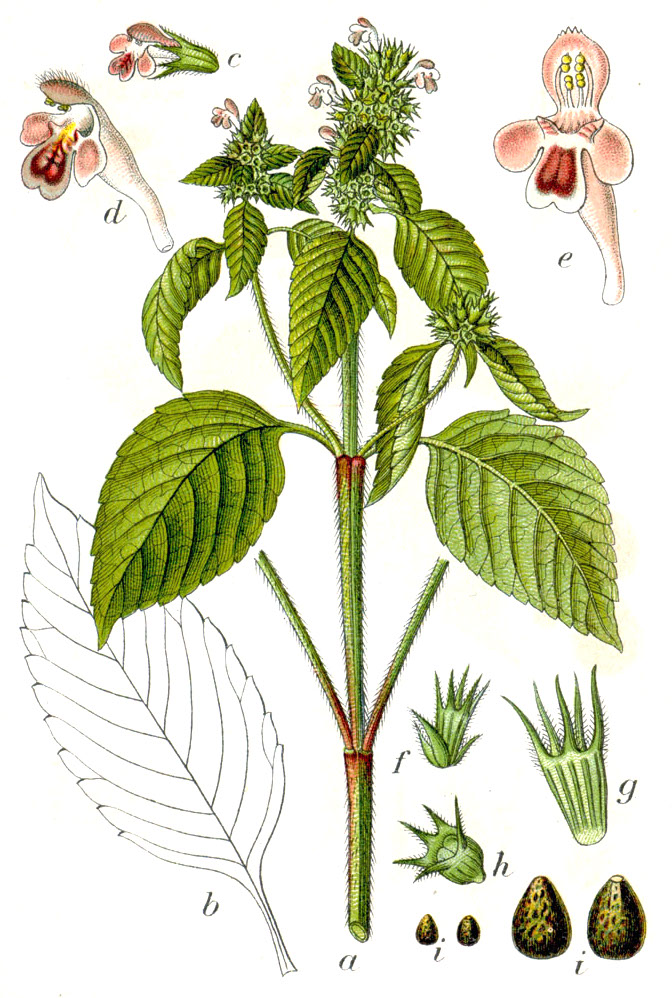
Illustration aus Sturm

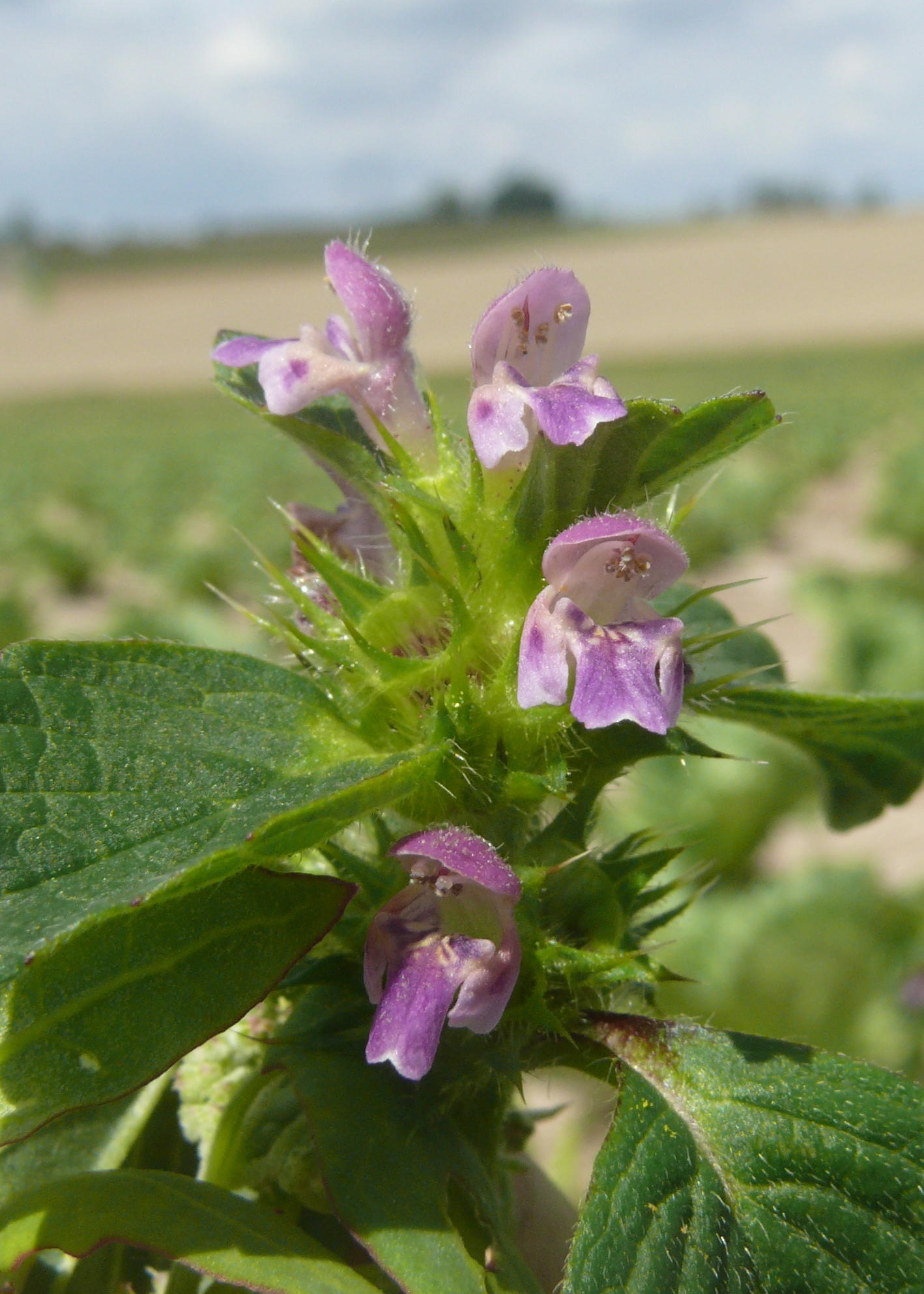
Blütenstand

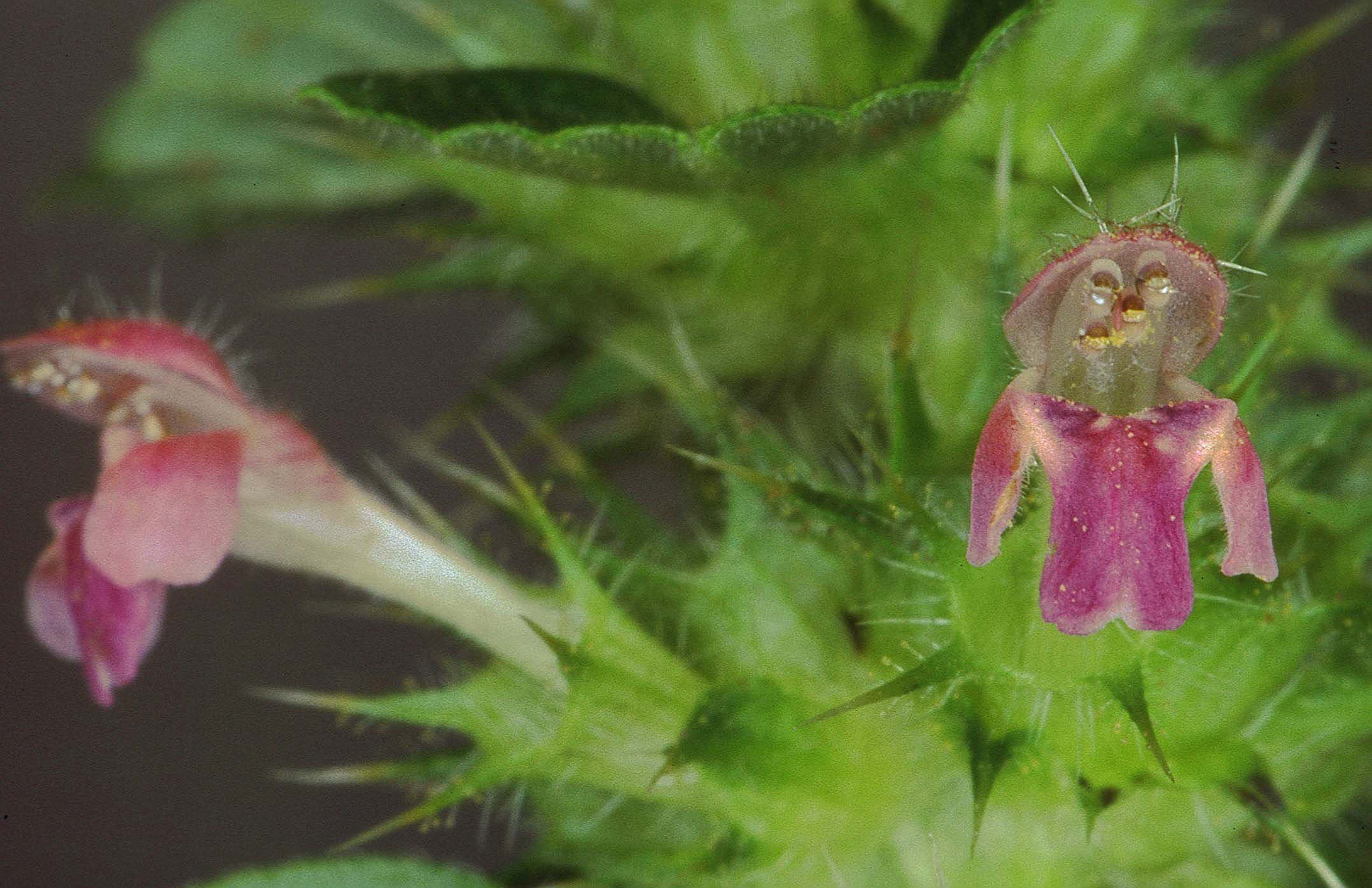
Zygomorphe Blüten

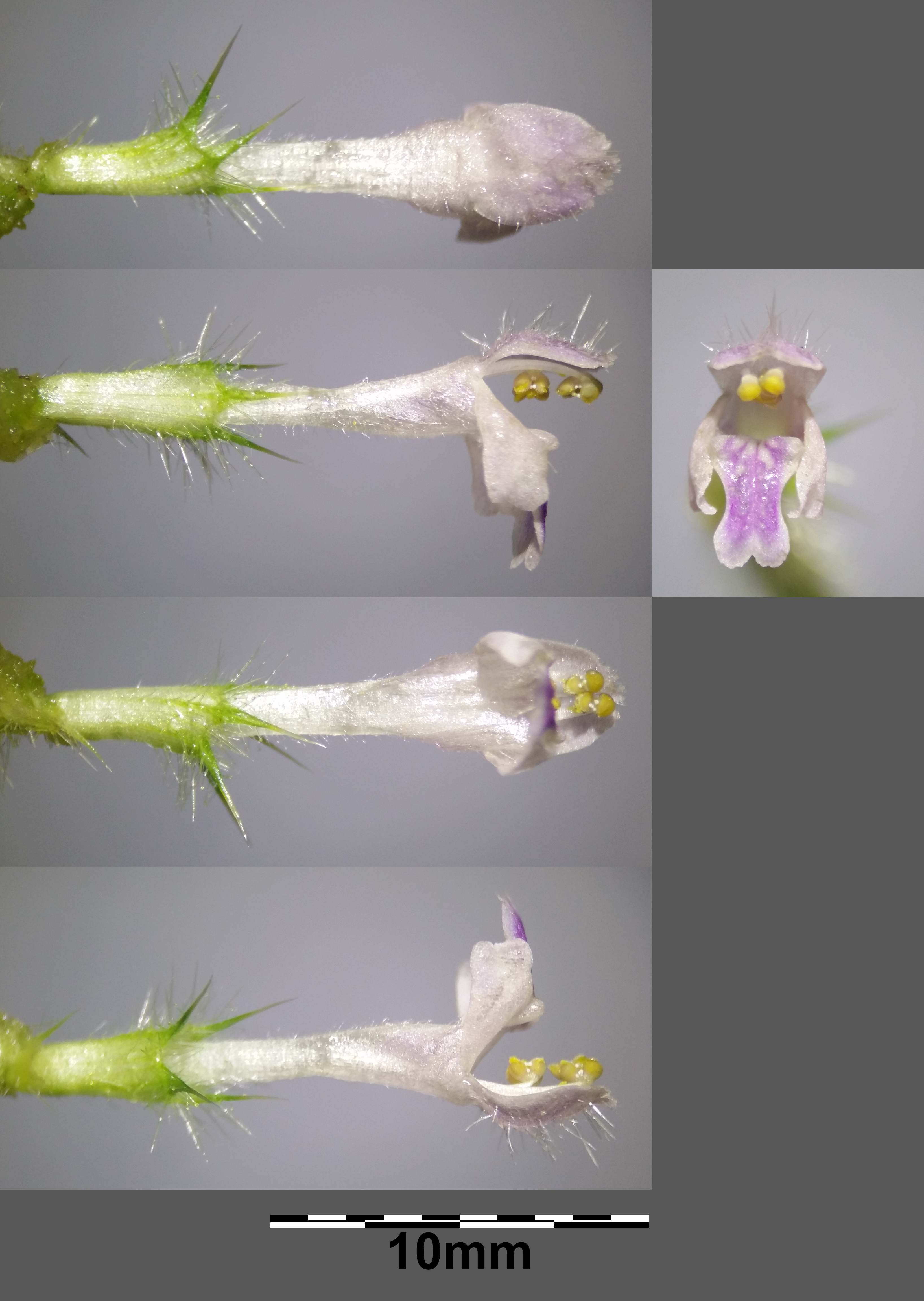
Zygomorphe Blüten in Details

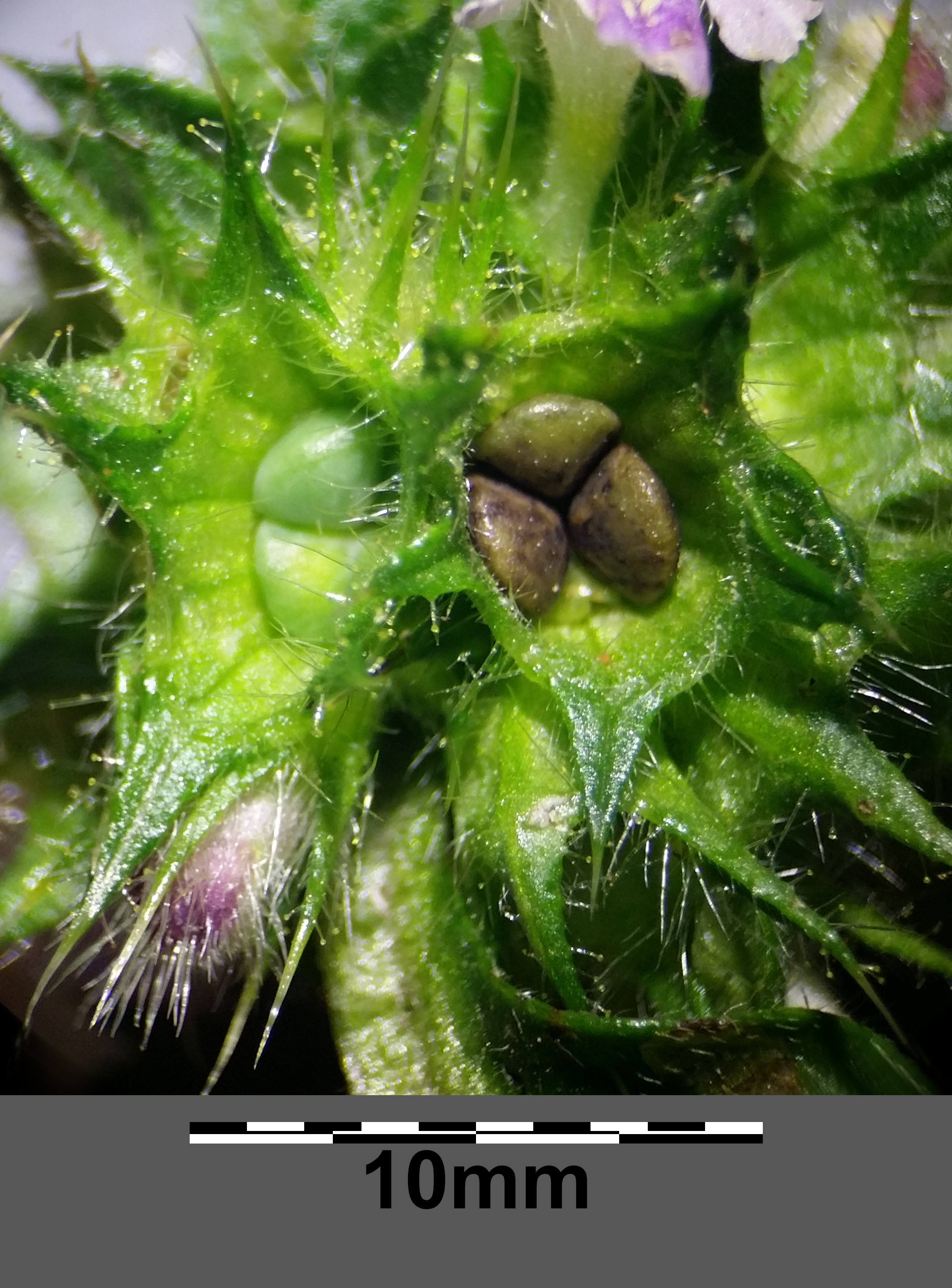
Klausenfrucht

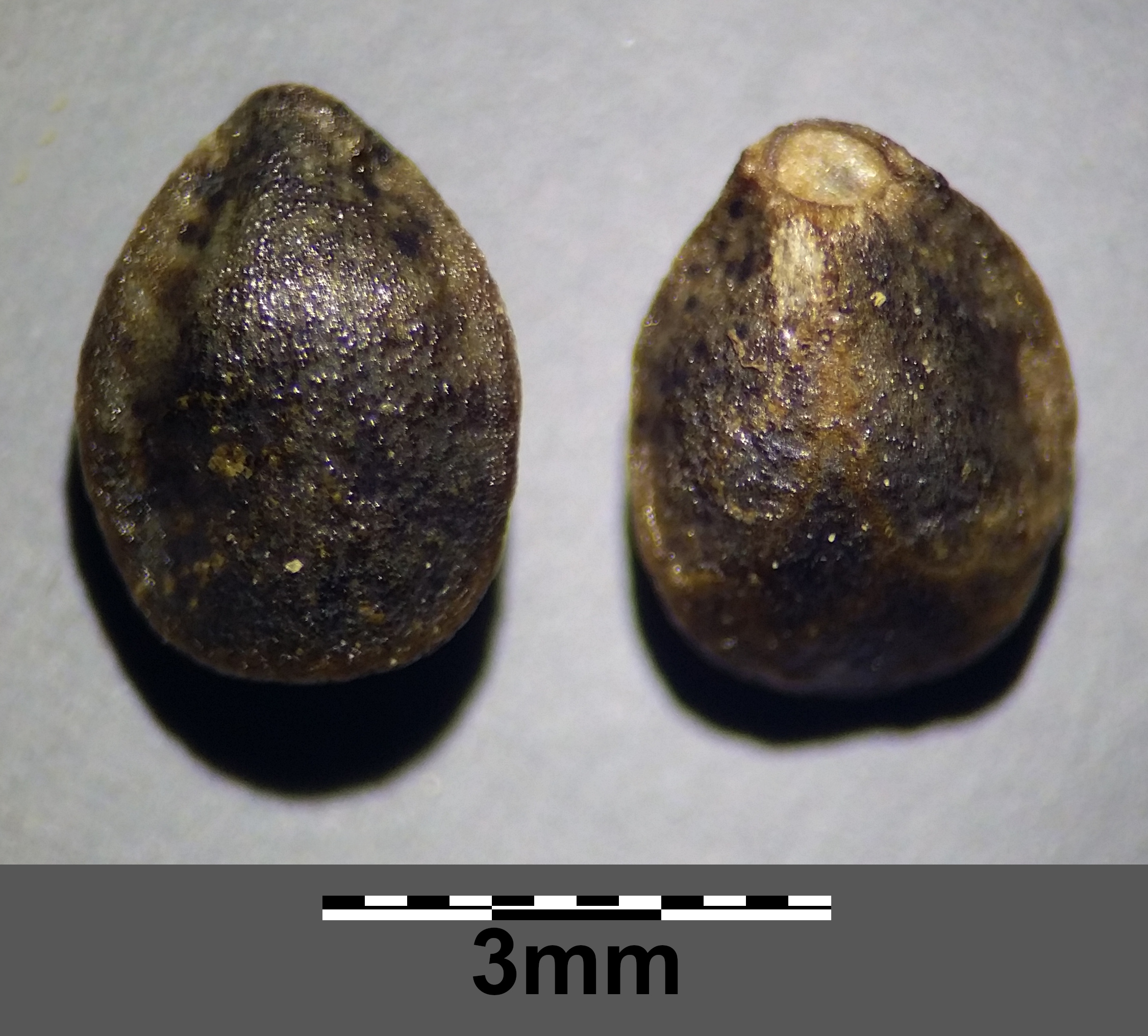
Klausen

### Vegetative Merkmale
Der Zweispaltige Hohlzahn wächst als einjährige krautige Pflanze und erreicht Wuchshöhen von 20 bis 50, selten bis zu 100 Zentimetern. Der aufrechte, vierkantige Stängel ist oft verzweigt und sehr kräftig, meist ohne Drüsen, borstig mit mehrzelligen Trichomen behaart und unter den vergrößertem Knoten mit abstehenden Borstenhaaren versehen.
Die gegenständig am Stängel angeordneten Laubblätter sind in Blattstiel und -spreite gegliedert. Der 1 bis 2,5 Zentimeter lange Blattstiel ist flaumig behaart. Die einfache Blattspreite ist einer Länge von 3 bis 8,5 Zentimetern sowie einer Breite von 1,5 bis 4 Zentimetern länglich-eiförmig, eiförmig-elliptisch, eiförmig-lanzettlich oder lanzettlich mit spitz zulaufender bis breit-keilförmiger Basis und spitzem oder zugespitztem oberen Ende. Die kerbig gesägten Blattränder weisen meist weniger als zehn Zähne auf. Die Blattoberseite ist angedrückt borstig behaart und die -unterseite spärlich flaumig und drüsig behaart. Die Blattunterseite kann drüsig punktiert sein.

### Generative Merkmale
Die Blütezeit reicht je nach Standort von Juni oder Juli bis Oktober oder September. Viele Blüten befinden sich in einem einzelnen oder bis zu fünf Scheinquirlen, die jeweils bis zu 20 Blüten enthalten. Die Drüsenhaare im Blütenstand und am Kelch sind alle hellköpfig (im Gegensatz zu Galeopsis tetrahit, bei dem sie zum Teil dunkelköpfig sind). Die mehr oder weniger häutigen Tragblätter sind bei einer Länge von 3 bis 6, selten bis zu 10 Millimetern linealisch bis lanzettlich oder schmal-linealisch-lanzettlich mit dornartigem oberen Ende und borstigem Rand.
Die zwittrige Blüte ist zygomorph und fünfzählig mit doppelter Blütenhülle. Der 8 bis 12 Millimeter lange Kelch ist außen borstig und innen flaumig behaart. Die fast gleichen Kelchzähne sind bei einer Länge von bis zu 3 Millimetern schmal-dreieckig, stachelspitzig und erreichen meist das Ende der Kronröhre. Die 6 bis etwa 8 Millimeter lange schlanke Kronröhre überragt den Kelch kaum. Die weiße oder rosafarbene, selten gelbliche Blütenkrone ist 10 bis 15 Millimeter lang. Der Mittellappen der Unterlippe ist mehr oder weniger einfarbig rosafarben, länger wie breit, länglich und deutlich ausgerandet, später am Rand zurückgerollt und von dunkel-purpurfarbener bis violetter Färbung, aber mit hellem Rand, so breit oder schmäler wie die Oberlippe. Die Oberlippe besitzt zwei gelbe Schlundflecken mit hellerem Rand. Die Seitenlappen sind länglich, ganzrandig und etwas weiter als der Mittellappen. Es sind vier ungleich Staubblätter vorhanden. Die Staubfäden sind zum oberen Ende hin flaumig behaart.
Die Klausenfrüchte zerfallen in vier Klausen. Die bei Reife braunen Klausen sind bei einer Länge von etwa 3 Millimetern sowie bei einem Durchmesser von etwa 2 Millimetern verkehrt-eiförmig oder eiförmig, etwas abgeflacht und schuppig.

### Chromosomensatz
Die Chromosomengrundzahl beträgt x = 8; es Tetraploidie mit einer Chromosomenzahl von 2n = 32 vor.

## Ähnliche Arten
In seinem ganzen Erscheinungsbild ähnelt der Zweispaltige Hohlzahn (Galeopsis bifida) dem Gemeinen Hohlzahn (Galeopsis tetrahit).

## Ökologie
Beim Zweispaltigen Hohlzahn handelt es sich um einen skleromorphen bis hygromorphen Therophyten.
Blütenökologisch handelt es sich um Eigentliche Lippenblumen. Alle Blüten sind zwittrig und homogam, die Blüten sind gleichzeitig männlich und weiblich. Die Bestäubung erfolgt meist durch Selbstbestäubung, selten durch Insekten. Als Belohnung für Bestäuber ist Nektar	vorhanden. Bestäuber sind Hymenopteren. Die Befruchtung ist fakultativ autogam und Selbstbefruchtung ist die Regel, Fremdbefruchtung die Ausnahme. Es liegt Selbstkompatibilität vor; Selbstbefruchtung führt erfolgreich zum Samenansatz.
Die Bruchfrucht, hier Klausenfrucht genannt, ist eine Trockenfrucht, die durch Spaltung falscher Scheidewände quer in mehrere stets einsamige, geschlossen bleibende Teilfrüchte zerfällt, die bei dieser Familie Klausen genannt werden. Eine Ausbreitung der Diasporen, es sind die Klausen, erfolgt durch Klett- und Klebausbreitung auf der Oberfläche von Tieren (Epichorie).

## Vorkommen
Galeopsis bifida ist ein eurasisches Florenelement. Galeopsis bifida ist von Europa bis zur Türkei und dem Kaukasusraum bis Sibirien und Zentralasien sowie dem Himalaja, Ostasien mit China sowie Japan weitverbreitet. Auf der Iberischen Halbinsel fehlt er. In Nordamerika ist er ein Neophyt.
In Österreich kommt der Zweispaltiger Hohlzahn in den Silikatgebieten zerstreut, ansonsten selten vor. In der Schweiz ist sie offenbar allgemein nur selten zu finden.
Der Zweispaltige Hohlzahn ist in Deutschland verbreitet und meist häufig, nur im Südwesten Deutschlands kommt er selten vor.
Der Zweispaltige Hohlzahn gedeiht in Mitteleuropa meist auf frischen, nährstoffreichen, mehr oder weniger kalkarmen, sandigen Lehmböden. Er wächst in Mitteleuropa in Unkrautgesellschaften, auf Äckern, an Wegrändern und in Kahlschlägen. Er kommt vor allem in Pflanzengesellschaften der Verbände Aegopodion podagrariae, Alliarion oder Arction lappae vor.
Die ökologischen Zeigerwerte nach Landolt et al. 2010 sind in der Schweiz: Feuchtezahl F = 3+ (feucht), Lichtzahl L = 3 (halbschattig), Reaktionszahl R = 2 (sauer), Temperaturzahl T = 3 (montan), Nährstoffzahl N = 4 (nährstoffreich), Kontinentalitätszahl K = 3 (subozeanisch bis subkontinental).
Galeopsis bifida ist vermehrt sich schnell und breitet sich fast weltweit auf gestörten Flächen aus.

## Systematik
Die Erstbeschreibung von Galeopsis bifida erfolgte 1824 durch Clemens Maria Griedrich von Boenninghausen in Prodromus Florae Monasteriensis Westphalorum. Monasterii, F. Regensberg. Seite 178. Das Artepitheton bifida bedeutet „zweispaltig“. Synonyme für Galeopsis bifida Boenn. sind: Galeopsis tetrahit var. bifida (Boenn.) Lej. & Courtois, Galeopsis tetrahit subsp. bifida (Boenn.) Nyman, Galeopsis tetrahit subsp. bifida (Boenn.) Fr., Galeopsis bifida var. emarginata Nakai, Galeopsis tetrahit var. parviflora Benth., Galeopsis bifida var. pernhofferi (Wettst.) Gams, Galeopsis pernkofferi Wettst., Galeopsis pallens Briq., Lamium artvinense Yıld.
Es treten zahlreiche, in der Verbreitung wenig bekannte Hybriden zwischen den Galeopsis-Arten auf. So sind auch die Hybriden Galeopsis tetrahit x Galeopsis bifida und Galeopsis bifida x Galeopsis speciosa bekannt.

## Nutzung
Da Galeopsis bifida giftig ist wird es nicht zur Ernährung verwendet. Aus den Klausen wird ein Öl gewonnen, das zur Lederpolitur verwendet wird. Galeopsis bifida wird in einigen Gebieten in der Volksheilkunde verwendet. Die vielfältigen Inhaltsstoffe wurden untersucht.